# Кубок португальской лиги по футболу 2007/2008
Кубок португальской лиги по футболу 2007/2008 годов — 1-й розыгрыш кубка португальской лиги по футболу, также известный как Кубок Карлсберг (порт. Carlsberg Cup), по имени главного спонсора турнира — пивоваренной компании «Carlsberg». Турнир начался 4 августа 2007 года, а закончился 22 марта 2008 года.
Обладателем кубка лиги стала «Витория» (Сетубал), которая победила в финале «Спортинг» (Лиссабон) в серии послематчевых пенальти.

## Клубы-участники
Список клубов участвующих в розыгрыше Кубка португальской лиги по футболу сезона 2007/2008:
- Клубы стартовавшие с 1 раунда: «Ольяненсе», «Бейра-Мар», «Эшторил-Прая», «Авеш», «Трофенсе», «Риу Аве», «Санта-Клара», «Жил Висенте», «Гондомар», «Визела», «Портимоненсе», «Фейренсе», «Варзим», «Фатима», «Пенафиел», «Фреамунде».
- Клубы стартовавшие со 2 раунда: «Боавишта», «Эштрела» (Амадора), «Навал», «Маритиму», «Академика», «Витория» (Сетубал), «Витория» (Гимарайнш), «Лейшойнш».
- Клубы стартовавшие с 3 раунда: «Насьонал», «Униан Лейрия», «Белененсеш», «Пасуш де Феррейра», «Спортинг» (Брага), «Порту», «Спортинг» (Лиссабон), «Бенфика».

## Первый раунд
В первом раунде участвовали клубы выступающие в Лиге Онра. Все клубы были разделены на две корзины. В корзину «A» попали команды, занявшие в прошлом чемпионат места с 3-го по 8-е, а также вылетевшие из bwinLiga — «Бейра-Мар» и «Авеш». В корзине «B» оказались клубы занявшие места с 9-го по 14-е, а также вышедшие в Лигу Онра «Фатима» и «Фреамунде».
| Корзина A   | Корзина B    |
| ----------- | ------------ |
| Бейра-Мар   | Ольяненсе    |
| Авеш        | Эшторил-Прая |
| Риу Аве     | Трофенсе     |
| Санта-Клара | Жил Висенте  |
| Гондомар    | Визела       |
| Фейренсе    | Портимоненсе |
| Варзим      | Фатима       |
| Пенафиел    | Фреамунде    |

По регламенту турнира, клубы попавшие в корзину «B» проводят свои матчи дома. Матчи первого раунда прошли 4 и 5 августа 2007 года.
| Дата      | Команда 1    | Счёт           | Команда 2   |
| --------- | ------------ | -------------- | ----------- |
| 4 августа | Трофенсе     | 2:1            | Фейренсе    |
| 4 августа | Визела       | 1:3            | Варзим      |
| 5 августа | Фреамунде    | 0:0 2:4 (пен.) | Бейра-Мар   |
| 5 августа | Эшторил-Прая | 2:1            | Авеш        |
| 5 августа | Фатима       | 2:0            | Санта-Клара |
| 5 августа | Портимоненсе | 1:0            | Риу Аве     |
| 5 августа | Ольяненсе    | 0:1            | Гондомар    |
| 5 августа | Жил Висенте  | 2:2 4:5 (пен.) | Пенафиел    |

## Второй раунд
Во втором раунде участвуют победители первого раунда, а также команды занявшие в прошлом чемпионате места с 9-го по 14-е и победители Лиги Онра — «Витория» (Гимарайнш) и «Лейшойнш».
| Корзина C    | Корзина D           |
| ------------ | ------------------- |
| Трофенсе     | Эштрела (Амадора)   |
| Эшторил-Прая | Боавишта            |
| Бейра-Мар    | Маритиму            |
| Гондомар     | Навал               |
| Портимоненсе | Академика           |
| Фатима       | Витория (Сетубал)   |
| Варзим       | Лейшойнш            |
| Пенафиел     | Витория (Гимарайнш) |

По регламенту турнира, клубы попавшие в корзину «C» проводят свои матчи дома. Матчи второго раунда прошли 12 августа 2007 года.
| Дата       | Команда 1    | Счёт           | Команда 2           |
| ---------- | ------------ | -------------- | ------------------- |
| 12 августа | Эшторил-Прая | 0:1            | Эштрела (Амадора)   |
| 12 августа | Пенафиел     | 0:0 5:4 (пен.) | Маритиму            |
| 12 августа | Фатима       | 1:0            | Академика           |
| 12 августа | Портимоненсе | 0:0 4:3 (пен.) | Навал               |
| 12 августа | Варзим       | 0:4            | Лейшойнш            |
| 12 августа | Гондомар     | 0:3            | Витория (Сетубал)   |
| 12 августа | Трофенсе     | 0:1            | Витория (Гимарайнш) |
| 12 августа | Бейра-Мар    | 1:0            | Боавишта            |

## Третий раунд
Во третьем раунде участвуют победители второго раунда, а также команды занявшие в прошлом чемпионате места с 1-го по 8-е.
| Корзина E           | Корзина F           |
| ------------------- | ------------------- |
| Эштрела (Амадора)   | Насьонал            |
| Витория (Сетубал)   | Униан Лейрия        |
| Бейра-Мар           | Пасуш де Феррейра   |
| Витория (Гимарайнш) | Белененсеш          |
| Портимоненсе        | Спортинг (Брага)    |
| Фатима              | Бенфика             |
| Лейшойнш            | Спортинг (Лиссабон) |
| Пенафиел            | Порту               |

По регламенту турнира, клубы попавшие в корзину «C» проводят свои матчи дома. Матчи третьего раунда прошли 26 сентября 2007 года.
| Дата        | Команда 1           | Счёт           | Команда 2           |
| ----------- | ------------------- | -------------- | ------------------- |
| 26 сентября | Лейшойнш            | 0:2            | Униан Лейрия        |
| 26 сентября | Пенафиел            | 1:0            | Насьонал            |
| 26 сентября | Портимоненсе        | 1:1 4:3 (пен.) | Белененсеш          |
| 26 сентября | Бейра-Мар           | 0:0 4:3 (пен.) | Пасуш де Феррейра   |
| 26 сентября | Витория (Сетубал)   | 2:0            | Спортинг (Брага)    |
| 26 сентября | Фатима              | 0:0 4:2 (пен.) | Порту               |
| 26 сентября | Эштрела (Амадора)   | 1:1 4:5 (пен.) | Бенфика             |
| 26 сентября | Витория (Гимарайнш) | 0:0 6:7 (пен.) | Спортинг (Лиссабон) |

## Четвёртый раунд
В четвёртый раунд вышли победители третьего раунда. Первые матчи состоялись 21 и 22 октября, ответные — 31 октября 2007 года.
| Команда 1           | Итог | Команда 2         | 1-й матч | 2-й матч |
| ------------------- | ---- | ----------------- | -------- | -------- |
| Спортинг (Лиссабон) | 4:4  | Фатима            | 1:2      | 3:2      |
| Бенфика             | 2:3  | Витория (Сетубал) | 1:1      | 1:2      |
| Портимоненсе        | 2:3  | Бейра-Мар         | 1:0      | 1:3      |
| Пенафиел            | 3:2  | Униан Лейрия      | 3:1      | 0:1      |

## Групповая стадия

### Результаты матчей
| Команда                | БЕЙ | ПЕН | СЕТ | СПО |
| ---------------------- | --- | --- | --- | --- |
| 1. Бейра-Мар           |     | 1:1 | 0:3 | 0:3 |
| 2. Пенафиел            | 1:1 |     | 1:1 | 1:3 |
| 3. Витория (Сетубал)   | 3:0 | 1:1 |     | 1:0 |
| 4. Спортинг (Лиссабон) | 3:0 | 3:1 | 0:1 |     |

### Турнирная таблица
В групповую стадию вышли четыре победителя четвёртого раунда. Матчи прошли с 9 по 30 января 2008 года.
| М | Команда             | И | В | Н | П | Мячи  | ±  | О |
| - | ------------------- | - | - | - | - | ----- | -- | - |
| 1 | Витория (Сетубал)   | 3 | 2 | 1 | 0 | 5 − 1 | +4 | 7 |
| 2 | Спортинг (Лиссабон) | 3 | 2 | 0 | 1 | 6 − 2 | +4 | 6 |
| 3 | Пенафиел            | 3 | 0 | 2 | 1 | 3 − 5 | −2 | 2 |
| 4 | Бейра-Мар           | 3 | 0 | 1 | 2 | 1 − 7 | −6 | 1 |

И — игры, В — выигрыши, Н — ничьи, П — проигрыши, Мячи — забитые и пропущенные голы, ± — разница голов, О — очки

## Финал
| 22 марта 2008 20:30 CET | \| Витория (Сетубал) \| 0:0 Отчет \| Спортинг (Лиссабон) \| | Алгарве, Фару Зрителей: 30 000 Судья: Педру Проенса |
| Витория (Сетубал)       | 0:0 Отчет                                                   | Спортинг (Лиссабон)                                 |

| Серия пенальти:                                |       |                                                  |
| Аури · Питбуль · Элиас · Джорджиньо · Паулиньо | 3 : 2 | Романьоли · Полга · Мотинью · Лиедсон · Измайлов |

| Победитель Кубка Лиги 2007—2008 |
| ------------------------------- |
| Витория (Сетубал) 1-й титул     |